# Більський повіт (Седлецька губернія)
Більський повіт (рос. дореф. Бѣльскій уѣздъ, пол. Powiat bialski) — історична адміністративно-територіальна одиниця Седлецької (1867—1812) і Холмської (1912—1918) губерній Російської імперії та Білостоцького воєводства міжвоєнної Польщі. Утворений у 1867 році. Повітовий центр — місто Біла.

## Положення
Повіт розташовувався на сході губернії. Межував на півдні з Володавським повітом, на заході — з Радинським, на півночі — з Костянтинівським повітом, а на сході — з Берестейським повітом Гродненської губернії. Обіймав площу 1311,0 версти².

## Адміністративний поділ

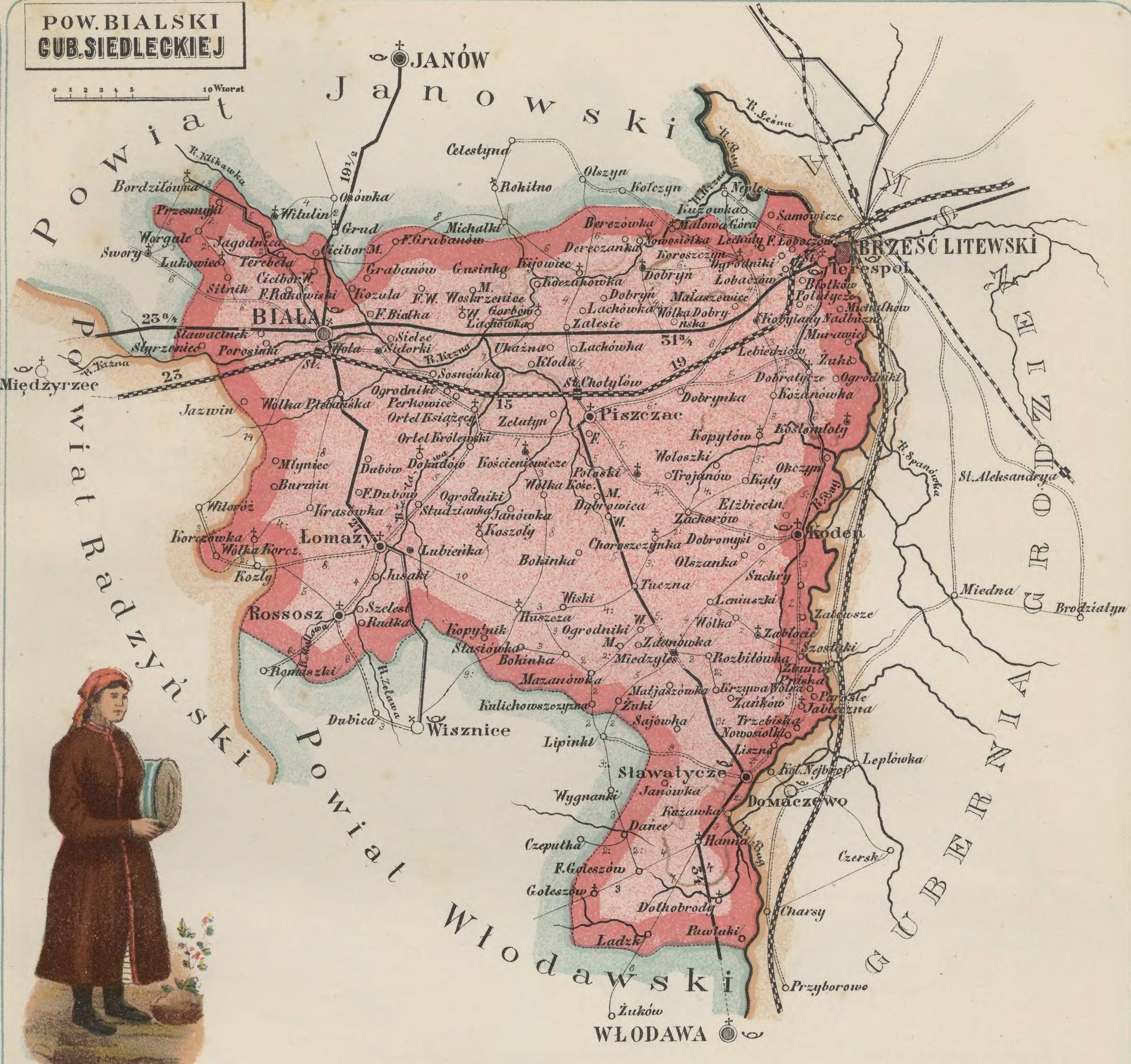
Більський повіт, 1907

В 1911 р. повіт поділявся на 14 волостей:
- Добринь — с. Залісся,
- Заболоть — с. Заболоть,
- Кобиляни-Надбужи — с. Блотків,
- Кодень — с. Кодень,
- Костеневичі — с. Костеневичі,
- Костомлоти — с. Костомолоти,
- Ломази — с. Ломази,
- Любенка — с. Любенка,
- Межилісся — с. Межилісся,
- Піщаць — с. Полоски,
- Россош — с. Россош,
- Сидорки — с. Сидорки,
- Ситник — с. Ситник,
- Славатичі — с. Ганна.

## Населення
За даними етнографічної експедиції 1869—1870 років під керівництвом Павла Чубинського, у повіті проживало 32 031 українськомовних греко-католиків.
В 1878 р. в повіті проживало 59 274 особи, з них: 36 120 православних (українців), 13 319 юдеїв, 9 494 римокатоликів (поляків і латинників), 233 протестанти і 109 мусульман.
За переписом населення Російської імперії 1897 року в повіті проживало 76 687 осіб (39 256 чоловіків і 37 431 жінка). Найбільші міста — Біла (13 090 осіб) та Тереспіль (4107 осіб). Розподіл населення за мовою згідно з переписом 1897 року:
| Мова       | Осіб   | Відсоток |
| ---------- | ------ | -------- |
| українська | 29 202 | 38,08 %  |
| польська   | 25 978 | 33,88 %  |
| єврейська  | 16 662 | 21,73 %  |
| російська  | 4 297  | 5,60 %   |
| інші       | 548    | 0,71 %   |
| Разом      | 76 687 | 100 %    |

Внаслідок указу російського імператора Миколи II від 17 квітня 1905 року, який проголошував релігійну терпимість та дозволив змінювати конфесію, у 1905—1906 роках у повіті 18 793 осіб перейшли з православ'я на римо-католицизм. У 1906/1907 роках у повіті налічувалося 22 089 православних і 46 968 римо-католиків.

## Інфраструктура
У 1906/1907 роках у повіті діяло 33 православних церков і 9 римо-католицьких костелів.